# Казарми Річмонд (Північний Йоркшир)
Казарми Річмонд — військовий об'єкт у Річмонді, Північний Йоркшир.

## Історія
Казарми були побудовані як депо двох батальйонів 19-го (1-й Північний Райдінг Йоркширський - Власний полк принцеси Уельської) піхотного полку між 1875 і 1877 роками. Їх створення відбулося в рамках Реформи Кардвелла, які сприяли локалізації британських збройних сил. Після Реформи Чайлдерса 19-й піхотний полк еволюціонував у Грін Ховардс з його депо в казармах у 1881 році.
Казарми були понижені до статусу виїзної станції депо Йоркширська бригада в казармах королеви Єлизавети у 1958 році і одночасно перейменовані на казарми Альма на честь битви на Альмі, в якій полк брав участь під час Кримської війни. Головна частина казарм була закрита в 1961 році, а штаб полку та музей Грін Ховардс переїхали до церкви Святої Трійці на ринковій площі Річмонда в 1973 році. Головна територія була перетворена для використання як затверджена школа, а з 1985 року — як житловий комплекс, відомий як Садове селище.